# Мелинда Мэй
Мелинда Цяолян Мэй (англ. Melinda Qiaolian May), также известная как Кавалерия (англ. The Cavalry) — персонаж, которая появилась в Кинематографической вселенной Marvel до появления в Marvel Comics. Персонаж был создан Джоссом Уидоном, Джедом Уидоном и Мориссой Танчароен, и он впервые появился в пилотном эпизоде «Агентов „Щ.И.Т.“» в сентябре 2013 года, и её роль постоянно исполняла Минг-На Вен.

## Биография персонажа

### Новый агент «Щ.И.Т.»
Мелинда Мэй принята в команду недавно воскресшего агента «Щ.И.Т.» Фила Колсона в качестве пилота и полевого агента, чтобы расследовать сверхлюдей и других связанных с ними явлениями. Показано, что она состоит в отношениях с коллегой агентом Грантом Уордом. Колсон рассказывает агенту Скай, что Мэй во время миссии в Бахрейне в 2008 году в одиночку уничтожила сверхчеловеческую угрозу и нескольких сообщников, спасая команду агентов «Щ.И.Т.», хотя в перестрелке погибла молодая девушка. Оставшись травмированной этим опытом, Мэй ушла с полевой службы. Позже показано, что её травма постепенно заживает. Она также прекращает свои отношения с Уордом. Мэй, втайне от Скай и Колсона, следит за их разговором и докладывает кому-то ещё. Когда начинается Восстание «Гидры», Мэй раскрывает, что она знала правду о воскрешении Колсона и следила за ним по приказу директора Ника Фьюри, и Колсон отказывается ей больше доверять. Чувствуя себя нежеланной, она уходит, пытаясь выяснить правду о воскрешении Колсона. Она находит правду и говорит её Колсону. Позже Мэй обезвреживает Уорда, который был двойным агентом «Гидры», и после смерти наставника Уорда Джона Гарретта, отправляется с командой на Площадку, чтобы помочь перезапустить «Щ.И.Т.» под руководством недавно назначенного директора Колсона.

### Последствия падения «Щ.И.Т.»
Мэй является неофициальным заместителем Колсона. Позже она встречает своего бывшего мужа Эндрю Гарнера. Когда другая фракция «Щ.И.Т.а», возглавляемая Робертом Гонсалесом, появляется и занимает их базу, Мэй помогает Колсону сбежать, но позже принимает должность в совете Гонсалеса. Выяснилось, что в 2008 году в Бахрейне нелюдь Ева Белякова и несколько бандитов захватили в заложники команду «Щ.И.Т.» и нескольких местных жителей, и Мэй вошла в здание, которое они использовали, чтобы спасти заложников. Она обнаружила, что они ведут себя нехарактерно, и они напали на неё, но она победила их и убила Еву в драке, прежде чем обнаружила, что дочь Евы Катя была реальной угрозой, взяв под контроль заложников, чтобы питаться их болью. Когда Катя убила бахрейнцев, которых она контролировала, Мэй была вынуждена убить Катю. «Щ.И.Т.» предположил, что Ева была угрозой, и Катя попала под перекрёстный огонь, а Мэй похвалили за то, что она в одиночку спасла команду «Щ.И.Т.» и дали прозвище «Кавалерия». Однако она получила глубокую травму; её брак с Гарнером также пострадал, что в конечном итоге привело к разводу. Когда две фракции «Щ.И.Т.а» объединяются, Мэй становится членом совета советников Колсона. В конце сезона Мэй берёт перерыв от «Щ.И.Т.а», чтобы побыть с Гарнером.

### Возвращение в «Щ.И.Т.»
Мэй уже шесть месяцев находится в отпуске от «Щ.И.Т.» и ухаживает за своим отцом (Уильямом Мэем), который пострадал в автомобильной аварии. Лэнс Хантер надеется, что Мэй поможет ему найти и убить скрывающегося Уорда, и отмечает, что она подозревает, что Уорд стоял за несчастным случаем с её отцом, но Мэй скрывается от своей жизни в «Щ.И.Т.е» и трудностей в её отношениях с Гарнером и Колсоном. В конце концов отец убеждает Мэй в том, что её возвращение к жизни в «Щ.И.Т.е» с Хантером — лучшее, что есть для неё, и они вдвоём уходят, чтобы проникнуть в новые ряды «Гидры». Позже она узнаёт, что Гарнер — серийный убийца-нелюдь Лэш. Мэй борется с этим открытием; она продолжает работать в «Щ.И.Т.е», поскольку агентство пытается уничтожить Гидеона Малика, а затем Улья, потеряв Гарнера в этой битве.

### Тренер УДАР и Скелет
После повторной легализации «Щ.И.Т.а» и назначения Джеффри Мейса директором, Мэй поручено восстановить и обучить новую команду УДАР. Во время одной из её миссий к ней прикасается Люси Бауэр, женщина с призрачными способностями, из-за чего она становится параноидальной. Агент Джемма Симмонс и союзник «Щ.И.Т.а» Холден Рэдклифф «вылечивают» Мэй, убив и оживив её. До победы «Щ.И.Т.а» над Элаем Морроу, Мэй была обезврежена и похищена андроидом Рэдклиффа Аидой и заменена андроид-версией самой себя. После нескольких попыток побега разум Мэй оказывается заперт внутри Скелета, виртуальной реальности, где она живёт как агент «Гидры». С помощью Скай (которая теперь носит своё настоящее имя Дейзи Джонсон) и Симмонс, Мэй в конце концов выходит из Скелет, и ей приходится столкнуться с угрозой Аиды, ставшей теперь нелюдем. После поражения Аиды, неизвестная сила отправляет Мэй и остальных в 2091 год.

### Будущее и настоящее
Мэй и остальные оказываются в Маяке, бункере, который использовался для содержания остального человечества после разрушения Земли. Мэй захватывают Крии, которые правят станцией, и отправляют на поверхность Земли. Там она встречает Робин Хинтон. которую Мэй воспитывала в прошлом. Обнаружив способ вернуться в настоящее время, Мэй и остальные возвращаются к Маяку, и им удаётся вернуться в настоящее. Они немедленно работают, чтобы предотвратить разрушение Земли, вступают в конфликт с «Гидрой» генерала Хейл, а позже с внеземной силой, называемой Конфедерацией. После их победы над усиленным гравитонием Гленном Тэлботом, спася таким образом Землю, Мэй присоединяется к умирающему Колсону в его последние дни на Таити.

### Двойник Колсона
Год спустя Мэй помогает в борьбе с угрозами, связанными с группой Сержанта и Айзель. Она, как и Дейзи, верит, что сможет вернуть Колсона через Сержанта, его доппельгангера, но Сержант смертельно ранит её и отправляет в измерение, где Сержант и Айзель пытаются освободить свой вид на Земле. Мэй выживает, так как смерть бессмысленна в этом измерении, и мешает трём людям Айзель высвободить свой вид. После возвращения на Землю она убивает Айзель и падает в обморок от полученных травм, в то время как Мак убивает Сержанта. Симмонс прибывает и помещает Мэй в стазисную капсулу, чтобы восстановить силы.

### Война с хроникомами
Мэй исцеляет Инок, хроником и союзник «Щ.И.Т.а», но она сбегает из своей стазисной капсулы без его ведома. После её выздоровления у неё, похоже, нет эмоций; Йо-Йо Родригес и Симмонс обнаруживают, что Мэй потеряла свои собственные эмоции, но вместо этого может чувствовать эмоции всех остальных, когда она находится рядом с ними. После проникновения на корабль хроникомов, чтобы спасти сестру Дейзи Кору, Мэй побеждает Сивиллу, лидера хроникомов-охотников, и объединяет свои способности с способностями Коры, чтобы усилить маяк эмпатии в армии хроникомов, остановив их нападение на «Щ.И.Т.». После поражения Сивиллы, год спустя, Мэй стала профессором в Академии Колсона в «Щ.И.Т.е».

## Концепция и создание
В октябре 2012 года Вен получила роль Мэй. У Уидона был персонаж, который первоначально был указан с именем агент Алтея Райс на листах кастинга, который в течение долгого времени «крутился у него в голове». При подготовке к роли Вен «рассказали пару предысторий» о Мэй, но ей было сложно играть персонажа, которого уважают окружающие, когда аудитория не знает почему, заявив: «Это вызов во многих смыслах… Я использую кое-что из своего личного опыта, когда мы были травмированы или сильно разочарованы». Когда прошлое Мэй было раскрыто в «Мелинде», Вен назвала это «опустошительным», объяснив: «Она была замужем, она была влюблена в Эндрю, у неё была работа, в которой она преуспевала, любила и верила — так что её мир был довольно совершенным… Узнав, что она должна была сделать для блага многих… Я могу понять, почему это так сильно травмировало бы её и заставило отступить». У персонажа китайское происхождение, как и у актрисы, изображающей её, хотя она не была задумана такой. Рубашка Мэй такого же синего цвета, как у многих агентов «Щ.И.Т.» в «Мстителях», таких как Мария Хилл, чтобы обеспечить некоторую непрерывность между её униформой и униформой, установленной в фильмах. Остальная часть её костюма вдохновлена военными лётными костюмами, включая кожаный жилет и брюки с эластичными вставками, которые помогают в бою.

## Характеризация
После премьеры сериала Вен поддразнила персонажем, сказав, что «она очень наблюдательна, и всякий раз, когда она хочет внести свои два цента, это то, что вам стоит послушать и как бы обратить внимание… Она медленно приспосабливается к части группы и снова находится в поле». Говоря о причинах, по которым Мэй осталась в «Щ.И.Т.е», Вен объяснила: «Дружба Мэй и…верность и её любовь к Колсону [удерживают её там]. Может быть, не романтическая [любовь], это просто действительно — это трудно описать — это связь, она нерушима, и она будет присматривать за Колсоном, заботиться о нём и помогать ему во всём, что ему нужно на данном этапе его жизни… Она хочет быть рядом с ним, и если это послужит «Щ.И.Т.у», на самом деле это просто более или менее побочный эффект». Вен признала, что Мэй развивает отношения со Скай в течение сериала, переходя от мысли о Скай как о «ком-то, кого она не хотела видеть в команде, и не понимала, почему Колсон хотел её», до «желания, чтобы Скай была лучшим агентом, которым она может быть». Обнаружив, что Скай — нелюдь, Вен заявила, что «это похоже на то, когда у вас есть ребёнок или ваша дочь, теряющая контроль или связывающаяся с ситуациями или людьми, в которых вы не уверены. У тебя больше нет контроля. Это очень страшно. Для Скай, будучи неизвестным существом, Мэй всё ещё питает надежду. Она надеется, что обучение с ней поможет ей контролировать её новые способности, но никогда не знаешь наверняка. Иногда сила превосходит всё остальное».
О том, как Мэй справляется с тем, что её бывший муж Эндрю стал убийцей-нелюдем Лэшем, Вен сказала: «Она пришла к пониманию, что это было то, что он не мог контролировать. Предательством может быть то, что он не поделился с ней информацией о том, что с ним случилось. Я думаю, она понимает, что в некотором смысле он был напуган и пытался защитить их отношения и делал всё это по неправильным причинам. Я думаю, в конечном счёте, агент Мэй как бы отключается, когда дело доходит до Лэша и Эндрю на данный момент. Вот почему она перенаправляет всю свою энергию обратно в «Щ.И.Т.», снова находясь рядом с Колсоном. Вот где она чувствует себя наиболее комфортно». Вен далее описала Мэй как «нетрадиционно материнскую… она заботится о Симмонс и действительно верит, что ей нужно быть в состоянии защитить себя, она очень, очень беспокоится о благополучии семьи».

## Реакция
Вен получила номинации в категориях «Любимая актриса в новом телесериале» на 40-й церемонии People’s Choice Awards и «Любимая звезда телевидения — семейное шоу» на 29-й церемонии Kids’ Choice Awards. TVLine также назвал Вен «Исполнительницей недели» за неделю 12 апреля 2015 года за её выступление в эпизоде «Мелинда», особенно за её изображение Мэй в сценах-флэшбэках.

## Другие появления

### Комиксы
Мэй дебютировала в Marvel Comics в «S.H.I.E.L.D.» том 3 #1 (февраль 2015) от Марка Уэйда и Карлоса Пачеко. Он присоединилась к команде Фила Колсона, чтобы вернуть Меч Уру, древнее оружие, принадлежавшее Хеймдаллу. Она сражалась с группой террористов, которые владели им, и позже была допрошена Марией Хилл.
Её следующим заданием была защита Виккана от человека, у которого были специальные пули, которые могли нанести вред пользователям магии. С помощью Алой Ведьмы команда отправилась в Антарктиду, чтобы найти источник, и сумела победить людей, которые делали пули. Однако Дормамму завладел Лео Фитцем и застрелил Алую Ведьму. Мэй пришлось отправиться в Тёмное измерение вместе с Колсоном и Джеремайей Уорриком, агентом «Щ.И.Т.» с головой совы. Она отбивалась от армии Безмолвных, но была в меньшинстве. Впоследствии она стала свидетелем того, как Поглотитель победил Дормамму.
Позже Мэй объединилась с Пересмешницей, чтобы убрать хирурга, который проводил незаконные эксперименты. Позже с ней и Колсоном связалась Шёлк, чтобы помочь ей, Халку, Росомахе и, в конечном счёте, Призрачному гонщику в борьбе с инопланетным существом, которое имитировало силы.

### Веб-сериал
Мелинда Мэй появляется в цифровом сериале «Агенты «Щ.И.Т.»: Йо-Йо», где Минг-На Вен вернулась к своей роли.

### Видеоигры
- Мэй является играемым персонажем DLC в «LEGO Marvel’s Avengers».[70]
- Мэй является второстепенным персонажем агента Колсона в «Marvel: Future Fight».[71]

## Комментарии
1. ↑  Как показано в эпизодах «Волшебное место» и «Т.А.И.Т.И.».[7][8]